# Mitri Vlahu
Mitri Vlahu (n. 1873, Makrochori, Prefectura Kastoria, Grecia – d. 22 februarie 1907, Dumbueni, Prefectura Kastoria) a fost un revoluționar aromân, membru și lider revoluționar în Organizația Revoluționară Internă Macedoneană (VMRO).

## Biografie
Mitri Vlahu s-a născut în 1873 într-o familie de aromâni din Konomladi (azi Makrochori în Grecia). În 1901 intră în VMRO ca un revoluționar obișnuit.  A învățat să citească și să scrie în organizație.
A participat la Congresul de la Smilevo, unde s-a decis începutul răscoalei. În luna mai a anul 1903, ceata lui Mitri Vlahu s-a ciocnit cu soldații turci în satul Rulja (azi Kottas).

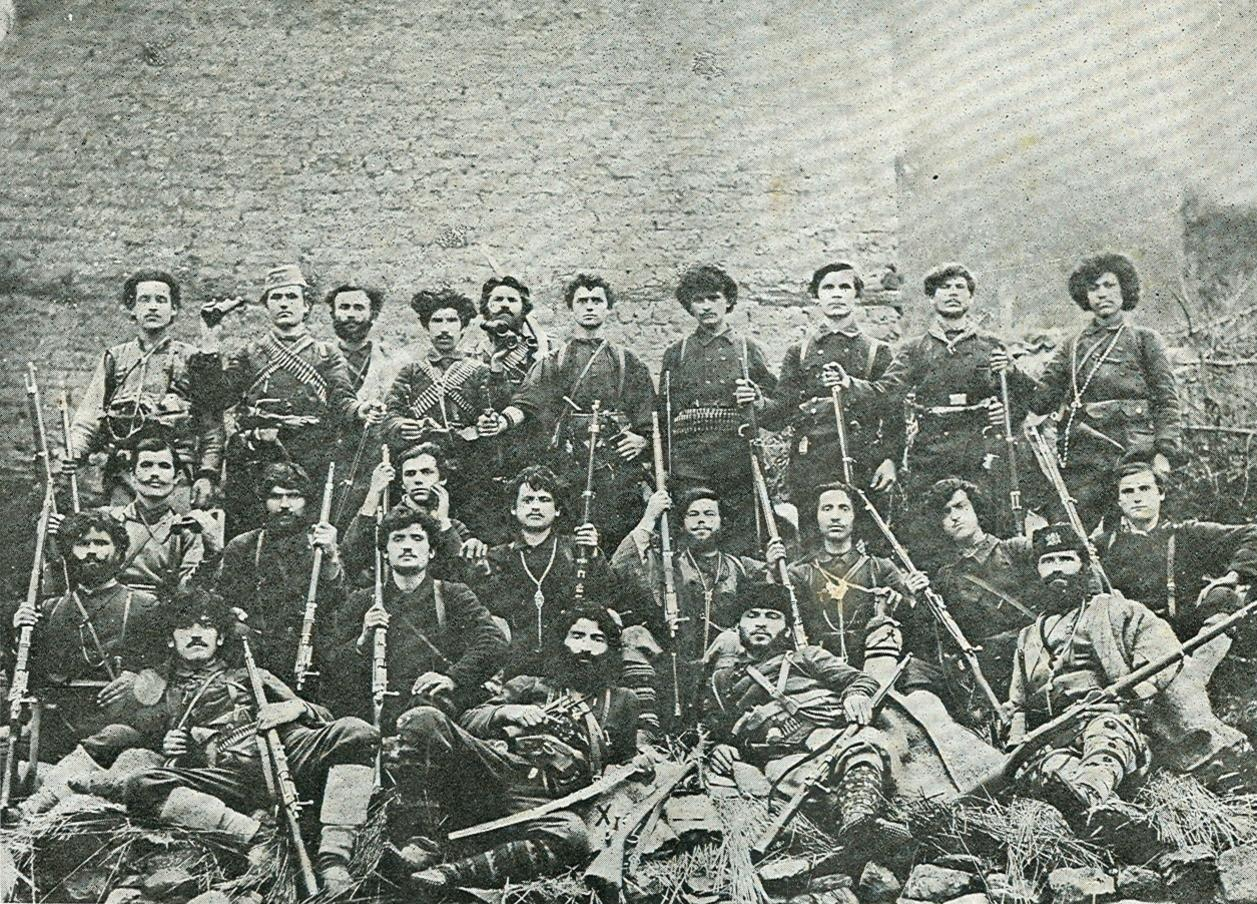
Detașamentul revoluționar al lui Mitri Vlahu (stând jos, al doilea de la stânga la dreapta)

În timpul răscoalei Ilinden participă la atacul asupra garnizoanei otomane din satul Visheni (azi Visina) , și de asemenea în marea bătălie din satul Pisoder (azi Pisoderion).
După eșecul revoltei, el este unul dintre puținii lideri ai organizației care nu părăsesc Macedonia. În aprilie 1904 a format o nouă ceată, care a crescut rapid. El a fost proclamat liderul revoluționar al Castoriei, unde se confrunta deseori cu bandele de antarți greci.

### Moartea
La 22 februarie 1907 trupa sa a fost trădată de Hristo din satul Shesteovo. Lângă satul Dumbueni (azi Léfki), a fost rănit grav și a murit la scurt timp după aceea. Mitri Vlahu a fost îngropat în satul Aposkep (azi Aposkepos) împreună cu întreaga sa bandă. Moartea lui a fost o lovitură majoră pentru IMRO și a fost una dintre multele pierderile care a lovit organizația perioada respectivă.
În cinstea lui este cântată piesa "Mitri Vlahu, grav rănit".